# Джованни де Донди
Джованни Донди дель Орологио (Джованни де Донди, итал. Giovanni de Dondi; 1330—1388) — врач и создатель часов, живший в Падуе, Италия. Он известен как пионер в искусстве дизайна часов и строительства. Часы астрариум, которые он спроектировал и построил за 16 лет, представляли собой очень сложные по конструкции астрономические часы и планетарий и были построены лишь через 60 лет или около того после того, как в Европе были созданы первые механические часы, являя собой пример амбициозной попытки описать и смоделировать Солнечную систему с математической точностью и технологической изощрённостью.